# Haplocyclodesmus irretitus
Haplocyclodesmus irretitus är en mångfotingart som först beskrevs av Loomis 1937.  Haplocyclodesmus irretitus ingår i släktet Haplocyclodesmus och familjen Sphaeriodesmidae. Inga underarter finns listade i Catalogue of Life.